# Poluautomatski pištolj
Poluautomatski pištolj je vrsta vatrenog oružja koje je sposobno u jednom stisku okidača ispucati samo jedan hitac. Nakon što je metak ispucan, potrošena čahura se izbacuje i novi metak iz šaržera (spremnika) ulazi u cijev, čime se može ispaliti opet. Većina poluautomatskih pištolja se oslanja na odvojivi spremnik koji drži živo streljivo, obično se spremnik stavlja u dršku. Postoje dvije konstrukcije poluautomatskih pištolja, ona na kojoj se treba povući čekić za udarnu iglu (eng. hammer-fired, npr. Beretta 92 i Fort-12) i ona na kojoj se to ne treba (eng. striker-fired, npr. HS2000 i Glock).